# Wildflower (telenovela)
Wildflower é uma telenovela filipina exibida pela ABS-CBN entre 13 de fevereiro de 2017 e 9 de fevereiro de 2018, estrelada por Maja Salvador.

## Enredo
A história gira em torno de Lily Cruz, uma garota que ela mesma e também sua família foram vítimas da impiedosa família Ardiente. Emilia Torillo, a matriarca da família Ardiente, ordenou que um assassino matasse Camia Cruz e Dante Cruz, os pais de Lily. Desconhecido para Emilia, Lily sobreviveu ao massacre e foi trazida e adotada por Prianka Aguas, uma empresária bilionária. Lily então muda sua identidade para Ivy Aguas, uma mulher de força de vontade. Ela então retorna para a Poblacion Ardiente como Ivy Aguas e planeja vingar seus pais, e também todos os outros, que foram vitimados pela malvada família Ardiente.

## Elenco

### Elenco principal
- Maja Salvador como Lily Cruz-Torillo / Ivy P. Aguas
- Tirso Cruz III como Julio Ardiente
- Zsa Zsa Padilla como Helena Montoya
- Aiko Melendez como Emilia Ardiente-Torillo
- Joseph Marco como Diego Torillo
- Sunshine Cruz como Camia Delos Santos-Cruz / Jasmine
- Wendell Ramos como Raul Torillo / Fake Jaguar
- RK Bagatsing como Arnaldo Ardiente Torillo
- Vin Abrenica como Jepoy Madrigal
- Yen Santos como Rosana "Ana" Navarro-Madrigal
- Christian Vasquez como advogado Dante Cruz
- Roxanne Barcelo como Natalie Alcantara
- Miko Raval como Marlon Cabrera

### Elenco de apoio
- Malou de Guzman como Lorena "Loring" Cervantes (temporadas 1-3)
- Bodjie Pascua como Leopando "Pandoy" Cervantes (temporadas 1-3)
- Isay Alvarez-Seña como Clarita "Claire" De Guzman (temporadas 1-3)
- Ana Abad Santos como Carlotta Navarro (temporadas 1-2, 4)
- Chinggoy Alonzo como Pablo Alcantara (temporada 1)
- Jett Pangan como William Alvarez (temporada 1)
- Arnold Reyes como Arthur Vergara
- Sheila Valderrama como advogada Georgina Fisher
- Richard Quan como Jose Sanggano (temporada 3)
- Bobby Andrews como Mateo Ruiz (temporadas 3—4)
- Alma Concepcion como Divine Oytengco (temporada 3)
- Maika Rivera como Stefanie Oytengco (temporada 3)
- Mark Rafael Bringas como John Gonzalez (temporada 3)
- Victoria konefal como Vanessa Brady (temporada 3)
- Olivia Rose Keegan como Barbie Brady (temporada 3)
- Robert Scott Wilson como Joshua Weston (temporada 3)
- Kate Mansi como Kristine Horton (temporada 3)
- Camila Banus como Kelley Hernandez (temporada 3)
- Billy Flynn como Jake Dimera (temporada 3)
- Lucas Adams como Jerry (temporada 3)
- Biboy Ramirez como Jude Asuncion (temporada 3)
- Nina Ricci Alagao como Mercedes Palacio (temporada 3)
- Jun Urbano como Ramon Lim (North) (temporada 3)
- Bernard Laxa como Silverio Victoria (East) (temporada 3)
- Bong Regala como Carlos Isidro (West) (temporada 3)
- Matthew Mendoza como Oscar Evangelista (South) (temporada 3)
- Dawn Chang como Maila Lomeda / Ms. Moran (temporadas 3—4)
- Jeffrey Santos como Magbanua (temporadas 3—4)
- Jong Cuenco como juiz Manuel Lustre (temporadas 3—4)
- Michael Flores como agente Noel Salonga (temporadas 3—4)

## Exibição
| País/Região      | Emissora            | Data de estréia         | Data de final          | Título            |
| ---------------- | ------------------- | ----------------------- | ---------------------- | ----------------- |
| Filipinas        | ABS-CBN             | 13 de fevereiro de 2017 | 9 de fevereiro de 2018 | Wildflower        |
| Estados Unidos   | TFC                 | fevereiro de 2017       | fevereiro de 2018      | Wildflower        |
| Canadá           | TFC                 | fevereiro de 2017       | fevereiro de 2018      | Wildflower        |
| Japão            | TFC                 | fevereiro de 2017       | fevereiro de 2018      | Wildflower        |
| Taiwan           | TFC                 | fevereiro de 2017       | fevereiro de 2018      | Wildflower        |
| Hong Kong        | TFC                 | fevereiro de 2017       | fevereiro de 2018      | Wildflower        |
| Malásia          | TFC                 | fevereiro de 2017       | fevereiro de 2018      | Wildflower        |
| Indonésia        | TFC                 | fevereiro de 2017       | fevereiro de 2018      | Wildflower        |
| Singapura        | TFC                 | fevereiro de 2017       | fevereiro de 2018      | Wildflower        |
| Papua-Nova Guiné | TFC                 | fevereiro de 2017       | fevereiro de 2018      | Wildflower        |
| Austrália        | TFC                 | fevereiro de 2017       | fevereiro de 2018      | Wildflower        |
| Nova Zelândia    | TFC                 | fevereiro de 2017       | fevereiro de 2018      | Wildflower        |
| Europa           | TFC                 | fevereiro de 2017       | fevereiro de 2018      | Wildflower        |
| Médio Oriente    | TFC                 | fevereiro de 2017       | fevereiro de 2018      | Wildflower        |
| África           | StarTimes Novela E1 | 2018                    |                        | Wildflower        |
| Tailândia        | Bright TV           | 2018                    |                        |                   |
| Vietname         | HTV2                | 18 de janeiro de 2019   |                        | Đóa hoa hoang dại |